# Horní Brusnice
Horní Brusnice (německy Ober Prausnitz) je obec, která se nachází v okrese Trutnov v Královéhradeckém kraji. Žije zde 442 obyvatel. Je zde evidováno 235 adres.

## Geografie
Horní Brusnice se rozkládá západně od přehrady Les Království v Podkrkonoší podél Brusnického potoka. Obec tvoří, od severozápadní hranice až k Dolní Brusnici jihovýchodně, 6 km dlouhý pás. Jižně se nachází Zvičina (672 m) a Vyšehrad (585 m). Východní částí obce vede dráha Pardubice – Liberec, nejbližší železniční stanicí je Mostek. Severně pramení Bystřice. Sousední obce jsou Borovnička, Mostek na severu, Dolní Brusnice na jihovýchodě, Zvičina a Bezník na jihu, Kal na jihozápadě, Vidonice na západě a Borovnice na severozápadě.

## Historie
První písemná zmínka, o obci Brussnicz, patřící miletínskému Řádu německých rytířů, pochází z roku 1358. Farní kostel zde prokazatelně stál již roku 1384. V roce 1396 se obec označuje jako Brusnycz. Mezi další majitele patřil od roku 1522 Jan Trčka z Lipé, který roku 1540 panství prodal Zikmundu Smiřickému ze Smiřic. Roku 1560 získal miletínské panství Jiří z Valdštejna. Za pánů z Valdštejna byla Brusnycze odtržena od Miletína a začleněna do hostinného panství. Roku 1582 byl vysvěcen nový kostel. Roku 1594 je místo nazýváno Brusniczy Czieskau. V této době bylo obyvatelstvo ještě převážně českojazyčné. Po třicetileté válce byla farnost zrušena a kostel byl začleněn do děkanství v Hostinné. Dalšími názvy byla Brausnice (1654) a Böhmisch Prausnicz (1790). Přídomek „Böhmisch“ (Česká), sloužil především k odlišení od obce Deutsch Prausnitz (německé Brusnice), nyní Hajnice. V roce 1752 byla v České Brusnici opět zřízena fara. V této době se také tvoří dvě samostatné obce, Horní a Dolní Brusnice, které však z topografického hlediska, jako Böhmisch Prausnitz / Česka Pruznice, tvoří jeden celek. Součástí Horní Brusnice jsou Zvičinské chalupy a Vyšehrad. Začátkem 19. století se rychle do téměř do všech domácností dostává tkalcovské řemeslo. V roce 1834 sestává Ober-Prausnitz / Pruznice hořenj z 236 domů, mezi nimi i škola a větrný mlýn, a má 1500 obyvatel. Obec byla farností pro Mostek (Mastig), Mostecké Lázně (Mastiger Bad), Souvrať (Anseith), Dvoráčky (Burghöfel), Borovničku (Klein Borowitz) a Kaiserlichen Waldhäuser.
Až do poloviny 19. století zůstává Horní-Brusnice (Ober-Prausnitz) pokorně ve vlastnictví Hostinného. Po zrušení poddanství tvořila od roku 1850 Ober Prausnitz / Horní Brusnice obec ve správním obvodě Hostinné (Arnau), respektive v okrese Vrchlabí (Hohenelbe). V roce 1858 započala výstavba železnice z Pardubic do Liberce (Reichenberg), která proťala jak Horní tak i Dolní Brusnici, aniž by zde vznikla železniční stanice. V roce 1920 tvoří převážně německy hovořící vesnice jazykové pomezí, z 1310 obyvatel je pouze 117 Čechů. V roce 1930 zde žije 1225 lidí, v roce 1939 je to 1146. V důsledku Mnichovské dohody se Horní Brusnice roku 1938 ocitá v Německé říši a do roku 1945 náleží k vrchlabskému okresu. Po Druhé světové válce se obec, s převážně německým obyvatelstvem navrací Československu. Po odsunu Němců v roce 1946 počet obyvatel prudce klesá. Od 1. ledna 1949 je Horní Brusnice součástí okresu Dvůr Králové nad Labem. Po jeho zrušení roku 1961 náleží k okresu Trutnov. V roce 1979 dochází k připojení k Mostku a od roku 1990 je opět samostatnou obcí. 

## Pamětihodnosti
- Kostel svatého Mikuláše
- Socha svatého Josefa s Ježíškem
- Venkovské usedlosti čp. 94, 114, 150, 169, 206, 248
- Venkovské domy čp. 90, 134
- Do správního území obce zasahuje část přírodní památky Kalské údolí.

## Osobnosti
- Franz Xaver Kuhn (1888–1932), katolický kněz, etnograf, vlastivědný badatel

## Kostelní cesta
13. 10. 2018 byla v Horní Brusnici slavnostně otevřena nová turistická trasa Kostelní cesta. Trasa vede od kostela sv. Mikuláše kolem obnovené kapličky a končí u kostela sv. Jana Nepomuckého na Zvičině. Realizace turistické trasy a obnova kapličky byla financována formou veřejné sbírky. Realizace souběžné Lesní naučné stezky byla financována z programu rozvoje venkova za podpory MAS Královédvorsko.